# سويتشي تاناكا
سويتشي تاناكا (باليابانية: 田中 奏一) (27 يونيو 1989 في سيتاغايا في اليابان – )؛ هو لاعب كرة قدم ياباني سابق كان يلعب كمدافع.

## وصلات خارجية
- سويتشي تاناكا على موقع رابطة كرة القدم اليابانية للمحترفين (اليابانية)
- سويتشي تاناكا على موقع قاعدة بيانات كرة القدم.إي يو (الإنجليزية)
- سويتشي تاناكا على موقع Soccerway.com (الإنجليزية)
- سويتشي تاناكا على موقع عالم كرة القدم.نت (الإنجليزية)